# Just Lavrenčič
Just Lavrenčič, slovenski organist in zborovodja, * 25. oktober 1908, Katinara pri Trstu, † 23. maj 1998, Katinara.

## Življenje in delo
Rodil se je v družini delavca Andreja in gospodinje Antonije Lavrenčič v tržaškem predmestju Katinara. Ljudsko šolo je začel obiskovati leta 1914 v rojstnem kraju, 1918 pa odšel je s skupino otrok iz revnih družin v Slavonijo, kjer je pri hrvaško-nemških družinah delal in hodil v šolo. V tem času se je tudi dobro naučil nemškega jezika. Kasneje se je vrnil v rojstni kraj, v Trstu končal ljudsko šolo in triletni nadaljevalni tečaj. Leta 1924 se je vpisal Ciril-Metodovo šolo pri Sv. Jakobu v Trstu in končal še dveletno trgovsko šolo. Za glasbo se je zanimal že zelo zgodaj, resneje pa od leta 1925, ko se je vpisal v tečaj za zborovodje, ki ga je organiziralo društvo Prosveta iz Trsta in je trajal tri leta. Tečaj je obsegal poučevanje klavirja, teorije, harmonije in kontrapunkta. Izpit iz harmonije je opravil 30. junija 1932 na konservatoriju Tartini v Trstu. Leta 1934 so pri Sv. Antonu v Trstu ustanovili šolo za organiste. Lavrenčič se je vpisal tudi na to šolo in jo z uspehom končal. Igrati na orgle je začel že leta 1927 v domači cerkvi Sv. Trojice na Katinari. Med 2. svetovno vojno je v Trstu nabrani denar nosil partizanom v Brkine. Bil je izdan in 1944 ga je gestapo aretiral ter odpeljal je v zapor v Višnjan, kjer je ostal šest mesecev. Tu so ga zaradi znanja nemščine uporabljali za tolmača, nato pa poslali nazaj v Trst, kjer je moral delati pri organizaciji Todt.
Lavrenčič je že med vojno na Katinari ustanovil otroški zborček, ki je nastopal v domači cerkvi in na Radiu Trst A, po vojni pa je istočasno dve leti vodil pevski zbor v Ricmanjah, leto in pol v Rocolu in 15 let pevski zbor društva Lonjer-Katinara. Aktivno je sodeloval tudi v političnem življenju, na listi Slovenske skupnosti je večkrat kandidiral za občinskega odbornika. 10. maja 1992 pa je med slovensko slovesno mašo prejel posebno priznanje papeža Janez Pavel II. : »Justu Lavrenčiču, ki je 65 let s svojo orgelsko umetnostjo lepšal cerkveno liturgijo pri Presv. Trojici na Katinari, apostolski blagoslov«.